# قفلة (موسيقى)

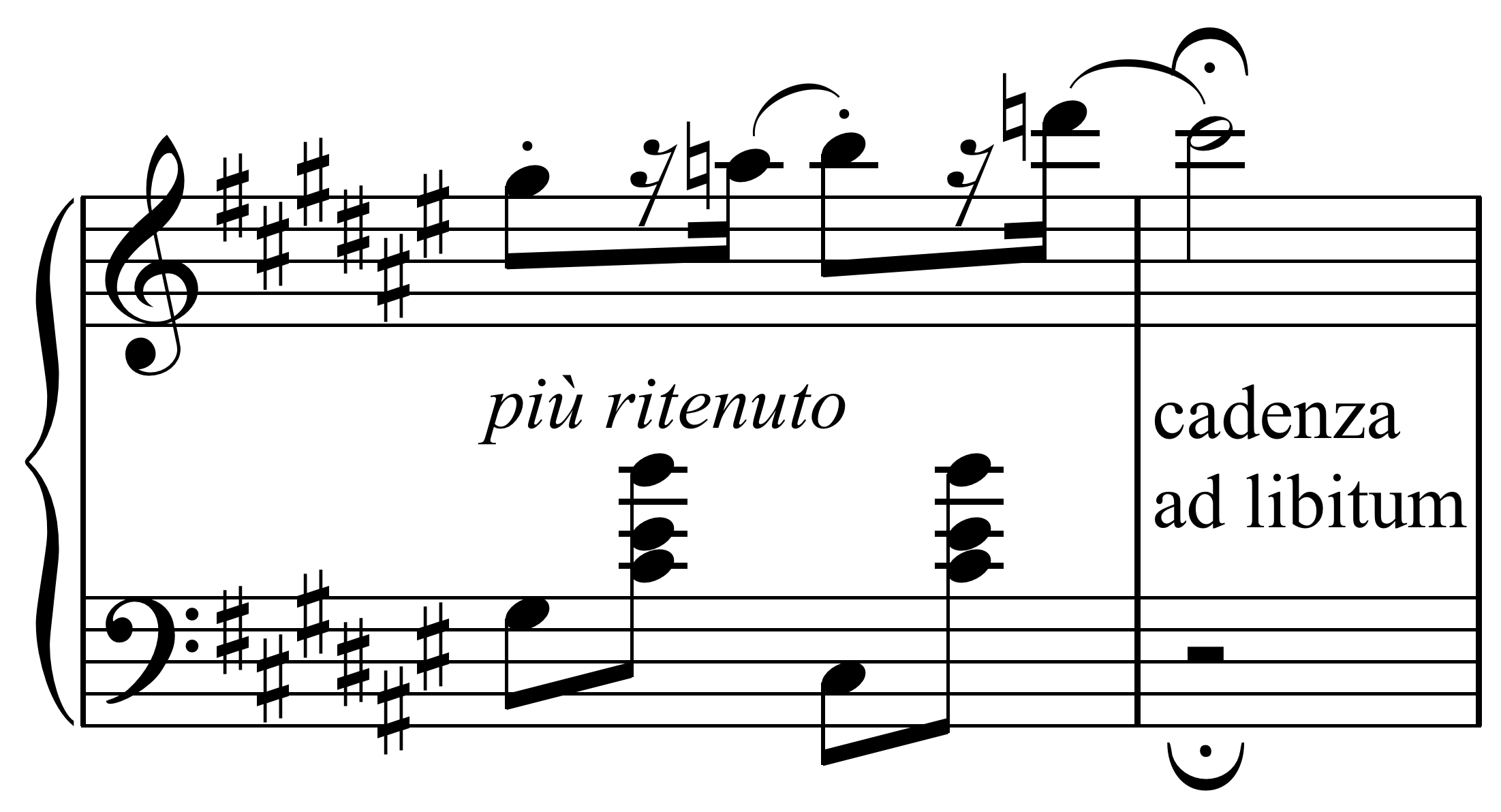

القفلة أو المَحَطّ هي تتابع تآلفين (كوردين) بشكل أو نسق معين، وتأتي عادة في نهاية العبارة أو الجملة، و هناك حالات تأتي فيها القفلات في وسط العبارة أو الجملة.